# Moitessieria ouvezensis
Moitessieria ouvezensis is een slakkensoort uit de familie van de Moitessieriidae. De wetenschappelijke naam van de soort is voor het eerst geldig gepubliceerd in 2009 door Boeters & Falkner.